# Bailliage de Bitche
1751–1790
Entités précédentes :
- Comté de Bitche

Entités suivantes :
- District de Bitche

Le bailliage de Bitche est une ancienne entité administrative du duché puis de la province de Lorraine, qui a existé de 1751 à 1790. Cette entité fut créée à la suite de la suppression du bailliage d'Allemagne.

## Histoire
Rattaché au spirituel du diocèse de Metz, il était régi par la coutume générale de Lorraine.
À la suite de la Révolution française, le bailliage est supprimé et les communes rejoignent le district de Bitche.

## Composition
Communautés qui étaient dans le bailliage de Bitche en 1779 :
| Communauté                                               | Canton suivant |
| -------------------------------------------------------- | -------------- |
| Altheim-le-vieux et le hameau de Waldtzheim              | Leyen          |
| Le neuf-Altheim ou Wintzrhode                            | Leyen          |
| Bettweiller et la cense de Mehling                       | Rhorbach       |
| Bining                                                   | Rhorbach       |
| Bitche et ses dépendances                                | Bitche         |
| Bousweiller                                              | Breidembach    |
| Breidembach                                              | Breidembach    |
| Dollembach                                               | Wolmunster     |
| Egelshart et la cense de Bellerstein                     | Bitche         |
| Enchemberg et la cense de Guichberg                      | Lemberg        |
| Epping                                                   | Wolmunster     |
| Ersching et la cense de Guiderkirck                      | Wolmunster     |
| Eschweiller                                              | Wolmunster     |
| Guising                                                  | Rhorbach       |
| Halspelscheidt                                           | Bitche         |
| Hanviller et la cense de Guentersberg                    | Bitche         |
| Holbach et le moulin de Fromuhl                          | Lemberg        |
| Holling ou Helling                                       | Rhorbach       |
| Lambach                                                  | Lemberg        |
| Lemberg et la verrerie de St. Louis ci-devant Muntzdhall | Lemberg        |
| Lengelsheim                                              | Breidembach    |
| Liderscheidt                                             | Breidembach    |
| Lutzweiller                                              | Breidembach    |
| Maizendhall et Schiresdhall (verreries)                  | Lemberg        |
| Mont-royal et la verrerie de Gotzembruch                 | Lemberg        |
| Le château et les forges de Mouterhauzen et Althornn     | Lemberg        |
| Nusweiller ou Nousweiller                                | Wolmunster     |

| Communauté                                                         | Canton suivant |
| ------------------------------------------------------------------ | -------------- |
| Olschberg                                                          | Breidembach    |
| Opperting                                                          | Breidembach    |
| Orendhall                                                          | Breidembach    |
| Ormesweiller                                                       | Wolmunster     |
| Ottweiller ou Hottweiller et les censes de Neunkirck & de St. Lang | Wolmunster     |
| Le petit-Rederching ou klein-Redercking                            | Rhorbach       |
| Reyersweiller                                                      | Bitche         |
| Rhaling ou Raling et le fief de Janans                             | Boucquenom     |
| Rhorbach et les censes de Mihuviller & Heillenborn                 | Rhorbach       |
| Rimling et les censes de Moranville et Wersching                   | Wolmunster     |
| Rolbing ou Rolving et les censes de Dorst                          | Breidembach    |
| Ropweiller                                                         | Bitche         |
| Schmidtweiller                                                     | Boucquenom     |
| Schorbach                                                          | Bitche         |
| Schweyen                                                           | Breidembach    |
| Singling                                                           | Rhorbach       |
| Sirsthall                                                          | Lemberg        |
| La Souchtt (verrerie)                                              | Lemberg        |
| L'abbaye de Stulzbronn et les censes qui en dépendent              | Bitche         |
| Urback                                                             | Wolmunster     |
| Uttweiller                                                         | Leyen          |
| Walleck et la cense de Zinzel                                      | Bitche         |
| Waldthausen                                                        | Breidembach    |
| Walsbronn                                                          | Breidembach    |
| la cense de Waltheim                                               | ?              |
| Weiskirchen                                                        | Wolmunster     |
| Wolmunster                                                         | Wolmunster     |

## Sources
- M. Durival, Description de la Lorraine et du Barrois, Tome second, 1779.
- Nicolas Luton Durival, Mémoire sur la Lorraine et le Barrois : Suivi de la table alphabétique et topographique des Lieux, Nancy, 1753.